# Ivo Kozarčanin
Ivo Kozarčanin (Hrvatska Dubica, 14. listopada 1911. – Zagreb 4. veljače 1941.), bio je hrvatski pjesnik, prozaik, književni kritičar. Djelovao i kao novinar, a pisao je liriku, romane, novele, eseje i književne kritike. Bavio se i prevođenjem sa slovenskog jezika.

## Životopis
Ivo Kozarčanin rođen je u Hrvatskoj Dubici 1911. godine u obitelji Stjepana i Marije Kozarčanin. Ubrzo nakon rođenja seli u mađarsko mjesto Öreglak, gdje je njegov otac Stjepan od 1913. godine službovao kao željezničar. Nakon sloma Austro-Ugarske obitelj se vraća u Hrvatsku Dubicu u kojoj je Kozarčanin polazio Nižu pučku školu (1918. – 1922.). Potom je iste godine u Bosanskoj Dubici upisao trgovačku školu. Godine 1923. dolazi u Zagreb i nastavlja školovanje na Građanskoj školi a od 1926. godine u Državnoj muškoj učiteljskoj školi koju je završio 1932. godine. 1932. godine upisao je Filozofski fakultet Sveučilišta u Zagrebu. Sljedeće godine, 25. lipnja, vjenčao se je s Marijom Bengez, učiteljicom iz Mihovljana. Bračni par živio je u Zaprešiću od 14. rujna 1935. do 8. rujna 1938. godine kada su se preselili u Stenjevec. Od 1938. godine urednik je kulturne rubrike Hrvatskog dnevnika. Poginuo je nesretnim slučajem tako što ga je, dok je u dva sata ujutro na povratku kući prolazio pokraj Topničke vojarne u Ilici, ustrijelio stražar.
Pokopan je na zagrebačkom groblju Mirogoju.

## Književno stvaralaštvo
Objavljivati je počeo vrlo rano, od 1928. godine, kada je u časopisu Mladost objavio prvu pjesmu "Umiranje". Tiskao je pjesme, kritike i kratku prozu u brojnim časopisima. U ranom razdoblju njegovi su radovi uglavnom namijenjeni djeci i mladeži, pa tom žanru pripadaju i dvije njegove prve knjige, zbirke novela (Mati čeka, 1934.) i pjesama (Sviram u sviralu, 1935.). Nakon izlaska tih knjiga uglavnom se posvećuje književnosti za odrasle; suradnik je uglednih književnih časopisa Hrvatske revije i Savremenika. Prevodi sa slovenskoga jezika. U knjizi Lirika (1935.), kojoj je suautor s Ivanom Dončevićem, Antonom Nizeteom i Radovanom Žilićem, objavljuje ciklus pjesama Tuga ljeta. Tada počinje u časopisima objavljivati i pjesme koje će se 1938. godine pojaviti u samostalnoj zbirci Mrtve oči. Pjesme su mu prožete intenzivnim erotizmom, vrlo je čest motiv neuslišane ljubavi, samoće, erotske harmonije prekinute smrću. Slike pejsaža korelativne su emocionalnim stanjima lirskog subjekta. Kozarčaninova je poezija svojom erotičkom energijom, rezignacijom, ekspresivnom slikovnošću vezanom za prirodu, utjecala na pjesništvo krugovaškog naraštaja pedesetih godina.
Roman Tuđa žena (1937.) pisan je pod intenzivnim dojmom Krležina Povratka Filipa Latinovicza: fabula romana zasniva se na temi povratka u provinciju umjetnika koji se nada da će slikanjem i kontempliranjem pronaći izgubljenu unutarnju ravnotežu. Međutim, nesretna veza s nekadašnjom ljubavnicom, suočenje s provincijskom malograđanštinom i općom moralnom iskvarenošću - preosjetljivoga glavnog junaka vode u osamljivanje praćeno rezignacijom i depresijom. Život u provinciji postaje mu nepodnošljiv i on se vraća u grad. Premda je roman zasnovan na analizi psihe glavnog lika, njegova osjećaja neprilagođenosti i iskorijenjenosti, važnu ulogu imaju i socijalno-kritički komentari u kojima se analizira opće stanje hrvatskog društva te otkrivaju politički stavovi pisca.
Spoj socijalno-kritičkih i psihološko-analitičkih elemenata mnogo je uspješnije izveden u romanu Sam čovjek (1937.), jednom od najboljih djela međuratne hrvatske književnosti. Po žanrovskim oznakama taj roman nasljeduje posebnu inačicu tzv. Bildungsromana, karakterističnu za hrvatsku književnost kraja 19. i početka 20. st.: bavi se odrastanjem i sazrijevanjem nadarenoga mladog junaka koji potječe iz provincije i nastoji se integrirati u više građanske slojeve, ali ne uspijeva i završava u rastrojstvu kao ubojica (kao što osobnim slomom završavaju i junaci Kovačića, Novaka, Gjalskoga, Nehajeva i dr.). Roman je podijeljen u dvije cjeline: prva, “Mračna mladost”, tematizira dječaštvo glavnog junaka Valentina, njegove rane godine provedene u zavičajnome mjestu negdje u Posavini, prilike u njegovoj obitelji, te gimnazijsko školovanje u velikom gradu; drugi dio, “Buga plače”, vezan je za potonje razdoblje, kad Valentin završivši gimnaziju nalazi posao, te za nesretnu ljubav i brak s Bugom. Svi dogadaji ispripovijedani su iz Valentinove vizure, on je središte svijesti u romanu tako da je njegova hipertrofirana emotivnost i neurotičnost utkana u stilsku strukturu pripovjednog teksta. Središnja dva dijela romana predočena su u analeptičkoj perspektivi, kao svojevrsna Valentinova retrospekcija: središnji narativni korpus romana uokviren je dvama monološkim fragmentima iz kojih naziremo da se glavni junak obraća nekom sugovorniku za vlastitim stolom (možda i hipotetičnom dvojniku), želeći mu ispripovjediti svoju životnu priču. Provodeći svojeg junaka kroz različite društvene sredine u međuratnoj Hrvatskoj, Kozarčanin kritički komentira aktualne političke i ekonomske prilike te eroziju moralnosti. No osnovnu vrijednost romana čine njegove lirske i psihološko-analitičke dionice u kojima je dojmljivo iscrtano nekoliko impresivnih, duševno kompleksnih, tragički determiniranih literarnih karaktera. Najbolji su dijelovi romana u kojima se analizira ljudska osamljenost, bačenost u egzistenciju, nemoć uspostave harmoničnih i konstruktivnih odnosa s drugim osobama, nemogućnost realizacije intenzivna i skladna ljubavnog odnosa. Tim osobinama Kozarčanin anticipira potonju hrvatsku književnost egzistencijalističke inspiracije.
Kozarčaninove novele (zbirka Tihi putovi, 1939.) također se bave sudbinama hipersenzibilnih junaka, rastrzanih erotičkim žudnjama, neprilagođenih malograđanskoj sredini, progonjenih osjećajem osamljenosti i iskorijenjenosti.

## Djela
- Mati čeka, Slovo, Zagreb, 1934.
- Lirika, uredio Blaž Jurišić, (ostali autori: Ivan Dončević, Anton Nizeteo, Radovan Žilić), Hrvatska revija, Zagreb, 1935.
- Sviram u sviralu,	Zaklada tiskare Narodnih novina, Zagreb, 1935.
- Sam čovjek, Suvremena knjižnica Matice hrvatske, kolo 2, knj. 9, Matica hrvatska, Zagreb, 1937.
- Tuđa žena, Suvremeni hrvatski pisci, knj. 59, Društvo hrvatskih književnika, Zagreb, 1937.
- Mrtve oči, Knjižnica Pododbora Matice hrvatske, knj. 8, Izdanje Pododbora Matice hrvatske, Zagreb, 1938.
- Tihi putovi, Suvremena knjižnica Matice hrvatske, kolo 4, knj. 19, Izdanje Matice hrvatske, Zagreb, 1939.

### Posmrtno
- Sam čovjek, Nakladnički niz Jugoslavenski pisci, Zora, Zagreb, 1953.
- Mrlje na suncu, Danas: suvremeni pisci Hrvatske, Zora, Zagreb, 1971.
- Pjesme. Novele. Sam čovjek. Kritike, prir. Krsto Špoljar, Pet stoljeća hrvatske književnosti, knj. 131, Zora-Matica hrvatska, Zagreb, 1975.
- Tuđa žena ; Sam čovjek, Nakladnički niz Hrvatski roman / Mladost, Mladost, Zagreb, 1978.
- Sam čovjek, Konzor, Zagreb, 1996.
- Sam čovjek, prir. Goran Rem, Biblioteka Croatica : hrvatska književnost u 100 knjiga, kolo 2, knj. 39, Riječ, Vinkovci, 1998.
- Izabrana djela, prir. Ante Stamać, Stoljeća hrvatske književnosti, Matica hrvatska, Zagreb, 2008.

## Vanjske poveznice

### Sestrinski projekti
|  | Wikicitati imaju zbirke citata o temi Ivo Kozarčanin |

### Mrežna sjedišta
- Kozarčanin, Ivo Hrvatska enciklopedija. LZMK
- LZMK / Proleksis enciklopedija: Kozarčanin, Ivo
- LZMK / Hrvatski biografski leksikon: Kozarčanin, Ivo (autorica: Nevenka Videk, 2009.)
- Matica.hr / Kolo 4 2011. – Ivana Sabljak: »Pjesnik osamljenosti i tuge«  Arhivirana inačica izvorne stranice od 6. siječnja 2015. (Wayback Machine)
- Matica.hr – Autori: Ivo Kozarčanin  Arhivirana inačica izvorne stranice od 4. svibnja 2016. (Wayback Machine)